# Nås
Nås är en småort (före 2018 tätort) i Nås distrikt i Vansbro kommun, Dalarnas län och kyrkbyn i Nås socken i Dalarna. Orten ligger cirka 15 kilometer sydost om Vansbro, invid Västerdalälven. 2015 delades tätorten Nås i två, där bebyggelsen väster om älven blev en separat tätort benämnd Heden och Skansbacken. 2018 förlorade den kvarvarande bebyggelsen öster om älven sin status som tätort. 

## Befolkningsutveckling
| Befolkningsutvecklingen i Nås 1960–2016 | Befolkningsutvecklingen i Nås 1960–2016 | Befolkningsutvecklingen i Nås 1960–2016 | Befolkningsutvecklingen i Nås 1960–2016 | Befolkningsutvecklingen i Nås 1960–2016 |
| --- | --------------------------------------- | --------------------------------------- | --------------------------------------- | --------------------------------------- |
| |                                         |                                         |                                         |                                         |
| År |                                         |                                         | Folkmängd                               | Areal (ha)                              |
| 1960 | 1960                                    |                                         | 518                                     |                                         |
| 1965 | 1965                                    |                                         | 556                                     |                                         |
| 1970 | 1970                                    |                                         | 520                                     |                                         |
| 1975 | 1975                                    |                                         | 596                                     |                                         |
| 1980 | 1980                                    |                                         | 574                                     |                                         |
| 1990 | 1990                                    |                                         | 424                                     | 140                                     |
| 1995 | 1995                                    |                                         | 493                                     | 156                                     |
| 2000 | 2000                                    |                                         | 465                                     | 156                                     |
| 2005 | 2005                                    |                                         | 455                                     | 171                                     |
| 2010 | 2010                                    |                                         | 417                                     | 171                                     |
| 2015 | 2015                                    |                                         | 205                                     | 112                                     |
| 2016 | 2016                                    |                                         | 231                                     | 112##                                   |
| Anm.: 2015 uppdelad utmed älven, varvid en ny tätort Heden och Skansbacken bildades. Miste sin status som tätort 2018 ## Arean 31 december 2016, 2017 och 2018 fortsatt samma som avgränsades som tätort 2015. |                                         |                                         |                                         |                                         |

## Näringsliv
Nås ligger mitt i en jordbruksbygd och största arbetsgivare är Vansbro kommun.
Kopparbergs enskilda bank öppnade ett expeditionskontor i Nås år 1907. Denna bank övertogs senare av Göteborgs bank som behöll ett kontor i Nås ett tag.

## Evenemang
I Nås uppförs varje sommar Ingmarsspelen, som har sin utgångspunkt i Selma Lagerlöfs böcker  Jerusalem 1 och Jerusalem 2, (1901–02). Berättelsen är baserad på en verklig händelse, nämligen om hur 37 bönder från Nås 1896 sålde allt de ägde för att göra en pilgrimsvandring till Jerusalem. Där anslöt de sig till en kristen koloni.

## Personer från Nås
- Lewis Larsson (1881 - 1958), född Hol Lars Larsson, fotograf vid the American Colony i Jerusalem.